# Фотодиода
Фотодиода је диода са ПН спојем који је приступачан светлости. При паду светлости на ПН спој долази до тока електрона. Због те особине, налази примену као електронски сензор. Битна особина фотодиоде је да врши само (изузетно брзу) детекцију, а не врши улогу појачавача, за разлику од фототранзистора. Уколико поларишемо ПН спој инверзно, кроз диоду тече повећана инверзна струја. Повећање инверзне струје  кроз диоду је приближно сразмјерно повећању осветљености Е. Типично повећање струје је око 100 /. Фотодиода је начињена од пулупроводног материјала као и обична диода. 
Пакет фотодиоде омогућава светлости (или инфрацрвеном или ултраљубичастом зрачењу, или рендгенским зрацима) да допре до осетљивог дела уређаја. Пакет може укључивати сочива или оптичке филтере. Уређаји дизајнирани за употребу посебно као фотодиоде користе PIN спој, а не p–n спој, како би повећали брзину одговора. Фотодиоде обично имају спорије време одзива како се њихова површина повећава. Фотодиода је дизајнирана да ради са реверзним бајасом. Соларна ћелија која се користи за производњу електричне соларне енергије је фотодиода велике површине.

## Принцип рада
Фотодиода је PIN structure структура или п–н спој. Када фотон довољне енергије удари у диоду, он ствара пар електрон-шупљина. Овај механизам је такође познат као унутрашњи фотоелектрични ефекат. Ако се апсорпција догоди у области просторног товара споја, или једну дифузиону дужину од њега, ови носиоци се уклањају са споја уграђеним електричним пољем у области исцрпљивања. Тако се шупљине крећу ка аноди, а електрони ка катоди и ствара се фотоструја. Укупна струја кроз фотодиоду је збир тамне струје (струја која се генерише у одсуству светлости) и фотострује, тако да тамна струја мора бити минимизирана да би се максимизирала осетљивост уређаја.
Првог реда, за дату спектралну дистрибуцију, фотоструја је линеарно пропорционална зрачењу.

### Фотопроводни мод
У фотокондуктивном режиму, диода је обрнуто пристрасна, то јест, са катодом позитивно вођеном у односу на аноду. Ово смањује време одзива јер додатна обрнута пристрасност повећава ширину слоја исцрпљивања, што смањује капацитет споја и повећава област са електричним пољем које ће проузроковати брзо сакупљање електрона. Реверзна пристрасност такође ствара тамну струју без много промене у фотоструји.
Иако је овај режим бржи, фотокондуктивни режим може да покаже више електронског шума услед тамних струја или ефеката лавине. Струја цурења добре PIN диоде је толико ниска (<1 nA) да Џонсон-Најквистов шум отпора оптерећења у типичном колу често доминира.

## Сродни уређаји
Лавинске диоде су фотодиоде са структуром оптимизованом за рад са великим реверзним пристрасношћу, приближавајући се обрнутом пробојном напону. Ово омогућава да се сваки фото-генерисани носач помножи лавинским прекидом, што резултира унутрашњим појачањем унутар фотодиоде, што повећава ефективну реакцију уређаја.
Фототранзистор је транзистор осетљив на светлост. Уобичајени тип фототранзистора, биполарни фототранзистор, је у суштини биполарни транзистор затворен у провидно кућиште тако да светлост може доћи до споја база-колектор. Измислио га је др Џон Н. Шив (познатији по својој таласној машини) у Беловим лабораторијама 1948. године,‍:205 али је то објављено тек 1950. године.
Соларистор је фототранзистор са два терминала без капије. Истраживачи ICN2 су 2018. демонстрирали компактну класу фототранзистора са два терминала или солариста. Нови концепт је два у једном извор напајања плус транзисторски уређај који ради на соларну енергију користећи мемресистивни ефекат у току фотогенерисаних носача.

## Нежељени и жељени ефекти фотодиода
Било који p–n спој, ако је осветљен, потенцијално је фотодиода. Полупроводнички уређаји као што су диоде, транзистори и IC садрже p–n спојеве и неће исправно функционисати ако су осветљени нежељеним електромагнетним зрачењем (светлошћу) таласне дужине погодне за производњу фотострује. Ово се избегава капсулирањем уређаја у непрозирна кућишта. Ако ова кућишта нису потпуно непрозирна за зрачење високе енергије (ултраљубичасто, рендгенско зрачење, гама зрачење), диоде, транзистори и IC-ови могу да неадекватно функционисати због индукованих фотоструја. Позадинско зрачење из амбалаже је такође значајно. Очвршћавање радијацијом ублажава ове ефекте.
У неким случајевима, ефекат је заправо пожељан, на пример да се LED диоде користе као уређаји осетљиви на светлост (види LED као светлосни сензор) или чак за прикупљање енергије, који се понекад називају диоде које емитују и апсорбују светлост (LEAD).

## Примјена
Због брзе реакције на свјетлосни ниво, користе се за примјене у оптоелектроници, гдје је брзина рада најважнија. Примјер употребе су оптички изолациони парови (оптокаплери), сензори позиције (енкодери), веома брзе комуникације преко оптичког кабла и други.

## Материјал
Од материјала зависи осјетљивост у одређеном дијелу електромагнетског спектра.
| Материјал               | Таласна дужина () |
| ----------------------- | ----------------- |
| Силицијум               | 190—1100          |
| Германијум              | 400—1700          |
| Индијум-галијум-арсенид | 800—2600          |
| Оловни сулфид           | < 1000—3500       |

## Симбол
Симбол фотодиоде је приказан на слици.

## Предности и мане
Предности су ниска цијена и веома брз рад (у односу на фотоотпорник и фототранзистор). Мана је одсуство појачања, осим код лавинске фотодиоде. 